# Stadion Hutnika Warszawa
Stadion Hutnika Warszawa – stadion sportowy przy ul. Marymonckiej 42 w dzielnicy Bielany w Warszawie. Został otwarty w 1985 roku. Swoje spotkania rozgrywają na nim piłkarze klubu Hutnik Warszawa i KTS Weszło.

## Opis
Utworzony w 1957 Hutnik miał swoje pierwsze żwirowe boisko na terenie dawnego lotniska bielańskiego, a po awansie do III ligi korzystał m.in. z boisk AWF-u, na stadionie Marymontu i Spójni Warszawa.
W 1978 przy ul. Marymonckiej został otwarty Ośrodek Wypoczynkowo-Sportowy, na którym Stadion otrzymał własne boisko, zbudowane częściowo w czynie społecznym przez pracowników Huty Warszawa (to przedsiębiorstwo finansowało klub). W 1985 oddano tam do użytku nowy, rozbudowany stadion, a dotychczasowe boisko główne stało się boiskiem bocznym. Stadion mógł pomieścić 6 240 osób, z czego miejsc siedzących na krzesełkach było 538, a na ławeczkach i stojących 5 702. W latach 80. i 90. XX wieku stadion Hutnika gościł występy gospodarzy w II lidze. Na początku XXI wieku stadion przeszedł na własność miasta. Istniały plany utworzenia na obiekcie toru żużlowego, jednak nie doszły one do skutku.
W wyniku przeprowadzonej modernizacji (2021) stadion został przekształcony w całoroczną bazę treningową dla piłkarzy z możliwością organizowania meczów do III ligi włącznie. Powstały trzy nowe, pełnowymiarowe boiska piłkarskie (główne i dwa treningowe). Boisko główne o wymiarach 105 na 68 metrów z nawierzchnią z trawy naturalnej i podgrzewaną płytą uzyskało zadaszone trybuny na 1328 miejsc. Foteliki w kolorach pomarańczowym i czarnym nawiązują do barw klubów hutniczych. Boiska treningowe posiadają nawierzchnią z trawy syntetycznej, a jedno z nich zostało wyposażone w trybunę przenośną na 120 miejsc. Zbudowano też cztery nowe korty tenisowe z nawierzchnią z mączki ceglanej. Rewitalizacja obiektu została wyróżniona nagrodą II stopnia w konkursie Budowa Roku w kategorii obiekty sportowe i rekreacyjne.
Od 2022 roku na stadionie trenują i rozgrywają domowe mecze piłkarze KTS Weszło.